# Боаки, Эммануэл
Эммануэл Боаки (англ. Emmanuel Boakye; родился 25 марта 1985 года, Оффинсо) — ганский футболист, игравший на позиции защитника.
Начинал карьеру в амстердамском «Аяксе», играл также за «Хераклес», «Спарту», «Мура 05», «Отвидаберг», «Асанте Котоко» и «Елливаре Мальмбергетс».

## Клубная карьера
Переехал в Нидерланды в 1993 году. Свою футбольную карьеру начал в составе юношеской команде клуба «Зёйдвогелс» из Хёйзена. Позже выступал за молодёжный состав клуба «Утрехт». В 2000 году попал в футбольную школу амстердамского «Аякса», чьи селекционеры заприметили молодого футболиста.
В основную команду «Аякса» попал в 2005 году, когда многие защитники клуба были травмированы. Дебют Эммануэла состоялся 24 сентября 2005 года в матче против «Роды». В общей сложности сыграл за «Аякс» 6 матчей.
В августе 2006 года на правах аренды перешёл в клуб «Хераклес», срок аренды был рассчитан до 30 июня 2007 года. До этого, в апреле 2006 года, Эммануэл продлил контракт с «Аяксом» до 2008 года. В «Хераклесе» он стал основным игроком обороны, сыграв в сезоне 30 матчей. После окончания аренды «Хераклес» выкупил права на футболиста у «Аякса», а Боаки подписал с клубом контракт на три года.
В конце мая 2009 года перешёл в роттердамскую «Спарту», подписав с клубом контракт на два года. В декабре 2010 года через арбитражный комитет «Спарта» расторгла контракт с Боаки. В конце января 2012 года отправился на просмотр в шведский «Мьельбю». Он сыграл одну товарищескую игру, но уже 6 февраля покинул расположение клуба.
В сентябре подписал контракт на один год со словенским клубом «Мура 05», в котором выступал его одноклубник по молодёжной команде «Аякса» — полузащитник Стэнли Абора. Ганский полузащитник с нидерландским паспортом стал третьим иностранцем в клубе, чьи инвесторы были из Нидерландов.
Дебют за новый клуб состоялся 30 сентября в матче двенадцатого тура чемпионата Словении 2012/13 против «Марибора». В том матче Боаки вышел на поле на привычную для себя позицию — правый фланг обороны. Матч завершился домашней победой «Марибора» 1:0, а Эммануэл, игравший под вторым номером, отметился предупреждением на 73-й минуте. В январе 2013 года, Боаки, так же как Абора и ещё один футболист поигравший в Нидерландах Дьянджи Матусива, получил статус свободного агента.
Завершил карьеру в клубе «Асанте Котоко». В июне 2020 года стал играющим тренером в любительском клубе «Мербойз» из Барна.

## Карьера в сборной
Так как в декабре 2006 году Боаки получил нидерландское гражданство, то мог выступать за Нидерланды, но он решил выступать за сборную Ганы. Сыграл два матча за молодёжную сборную Ганы, а также за олимпийскую сборную Ганы.